# South Eastern and Chatham Railway

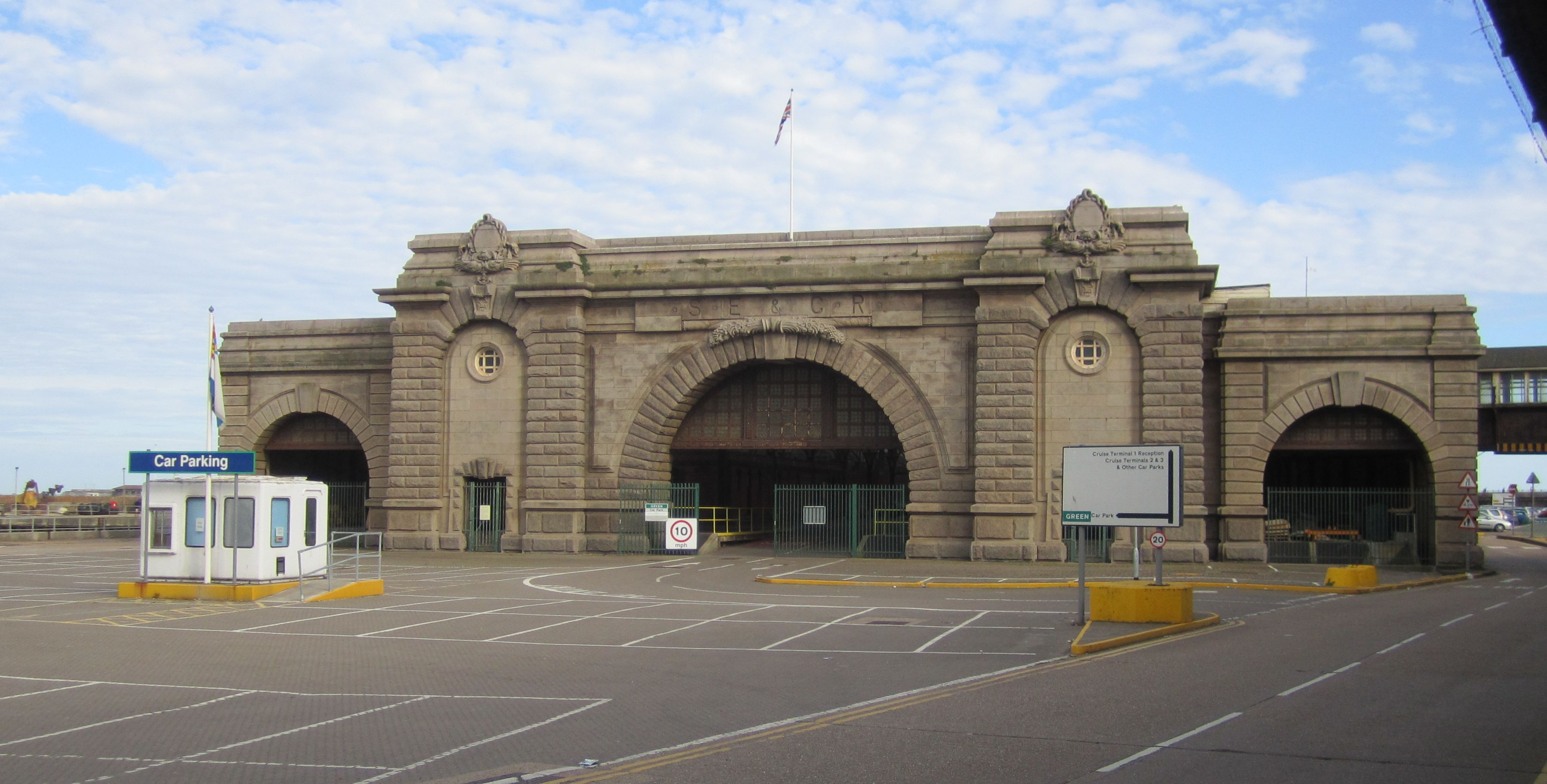
Ehemaliges Hafenterminal in Dover

Die South Eastern and Chatham Railway (SE&CR, oft auch SECR) war eine britische Eisenbahngesellschaft, die von 1899 bis 1922 existierte. Es handelte sich dabei um eine gemeinsame Betriebsgesellschaft der South Eastern Railway (SER) und der London, Chatham and Dover Railway (LC&DR). Die Länge des im Südosten Englands gelegenen Streckennetzes betrug im letzten Betriebsjahr 1026 km.

## Geschichte
Während des 19. Jahrhunderts hatten sich die SER und die LC&DR einen erbitterten Konkurrenzkampf geliefert. Dies hatte zur Folge, dass in der Grafschaft Kent mehrere Parallel- und Umgehungsstrecken gebaut wurden und noch heute zahlreiche Städte über zwei Bahnhöfe verfügen. Die ruinöse Rivalität endete 1894 nach dem Rücktritt von Edward Watkin, dem langjährigen Direktor der SER. Beide Unternehmen erkannten das Rationalisierungspotenzial, das mit einer engen Zusammenarbeit erzielt werden konnte.
Am 1. Januar 1899 erfolgte die Gründung der SE&CR, in der Direktoren beider Unternehmen vertreten waren. In technischer und betrieblicher Hinsicht waren die SER und die LC&DR eine Einheit, blieben aber juristisch und finanziell eigenständig, um die bei einem vollständigen Zusammengehen anfallenden Abgaben wie Kapitalgewinnsteuer oder Stempelsteuer zu umgehen. 59 % der Einnahmen gingen an die SER, 41 % an die LC&DR.
Die SE&CR baute zahlreiche Verbindungen, um die beiden mehrheitlich getrennten Streckennetze zu vereinen. Neue Angebote wurden eingeführt, um von den Vorteilen eines gemeinsamen Betriebs zu profitieren. Daneben baute die SE&CR in den Jahren 1901 und 1902 drei kurze Zweigstrecken, von denen jedoch zwei mittlerweile stillgelegt sind.
Nach Ende des Ersten Weltkriegs plante die SE&CR die Elektrifizierung der Vorortsstrecken südöstlich von London. Die Pläne konnten nicht wie vorgesehen umgesetzt werden, da die SE&CR am 1. Januar 1923 mit dem Inkrafttreten des Railways Act 1921 in der Southern Railway aufging und die Nachfolgegesellschaft sich für ein anderes Stromsystem entschied.